# Oddział Samoobrony Józefa Pawłusiewicza
Oddział Samoobrony Józefa Pawłusiewicza później; 4 Kompania Pawłusiewicza – oddział polskiej cywilnej samoobrony, później działający jako oddział partyzancki. Aktywny od listopada 1943 do 29 września 1944 w trójkącie Wetlina – Bóbrka – Chryszczata, bliźniaczy oddziałom polskiej samoobrony na Wołyniu. Powołany dla obrony polskiej ludności przed wojskami niemieckimi i oddziałami ukraińskich nacjonalistów z OUN-UPA. Zorganizowany i dowodzony przez Józefa Pawłusiewicza z Łęgu k. Wołkowyi.
Współtwórcami oddziału byli Franciszek Gankiewicz z Terki, Karol Czternastek, Stanisław Matusik, Michał Czerenkiewicz z Wołkowyi, Karol Paszkowski i Władysław Markuc z Zawozu, Józef Paprocki z Zadziału, i Grzegorz Markus z Zawozu, Antoni Tomczak z Werlas oraz Michał Koncewicz i bracia Pawłusiewicza Tadeusz, Leszek i Jerzy z Łęgu. W jego skład weszło również kilku jeńców radzieckich zbiegłych z obozu w Rymanowie. Wobec nasilających się działań nacjonalistów ukraińskich skierowanej przeciwko bezbronnej ludności do oddziału dołączyli również członkowie pokrzywdzonych rodzin.
Samoobrona uzyskiwała uzbrojenie m.in. poprzez oddziały słowackie stacjonujące wokół Wołkowyi od 1943 do lipca 1944.
Początkowo członkowie oddziału przerzucali ludzi przez granicę z Pierwszą Republiką Słowacką, ukrywali Żydów i zbiegłych jeńców radzieckich. Następnie prowadzili akcje dywersyjne, organizowali zamachy na dygnitarzy hitlerowskich oraz prowadzili działania wywiadowcze. Na wiosnę 1944 oddział wykonał kilka akcji bojowych, rozbrajając m.in. policję ukraińską k. Zawozu, rozbijając oddział Grenzschutzu w Wetlinie oraz niszcząc niemieckie środki transportu k. Jabłonek. W wyniku dalszych działań partyzanckich oddział samoobrony jako czwarta kompania polska wszedł w skład Oddziału Partyzanckiego Brygad im. Stalina, dowodzonego przez polskiego oficera, kapitana Mikołaja Kunickiego ps. „Mucha”.
29 września 1944 oddział przeszedł na stronę frontu zajętą przez Armię Czerwoną, kierując się przez Baligród i powracając do Wołkowyi. W Wołkowyi nastąpiło rozformowanie 4 kompanii Pawłusiewicza.